# Рендсбург
Рендсбург (нем. Rendsburg) — город в Германии, в земле Шлезвиг-Гольштейн.
Входит в состав района Рендсбург-Экернфёрде. Население составляет 28 217 человек (на 31 декабря 2010 года). Занимает площадь 23,72 км². Официальный код — 01 0 58 135.

## Известные уроженцы и жители
- Фридерихсен, Людвиг (1841—1915) — немецкий географ и картограф.
- Денкер, Альфред (1863—1941) — немецкий оториноларинголог.
- Йонсений, Иоанн (1624—1959) — датский писатель и педагог.

## Города-побратимы
- Нидерланды: Алмере